# Макдональд, Рори
Ро́ри Джо́зеф Макдо́нальд  (англ. Rory Joseph MacDonald, род. 22 июля 1989, Квинел, Британская Колумбия, Канада) — канадский боец смешанных боевых искусств, выступавший под эгидой Bellator и UFC в лёгкой и полусредней весовой категории, также выступал в PFL.
Бывший чемпион Bellator в полусреднем весе и King of the Cage в лёгком весе.
Имеет шотландские и норвежские корни.

## Профессиональная карьера
В возрасте 14 лет Макдональд начал тренироваться под руководством Дэвида Лиа в спортзале Toshido Fighting Arts Academy, базирующемся в Келоуне. Профессиональный дебют Макдональда состоялся в 16 лет на турнире Extreme Fighting Challenge 4, результатом которого стала победа над Терри Тиарой.

### King of the Cage
Дебютировав в King of the Cage, он победил Кена Трана. Выиграв свой следующий профессиональный поединок в Rumble in the Cage, Макдональд подписал эксклюзивный контракт с King of the Cage. После подписания он выиграл два поединка, и сразу же был заявлен на бой за чемпионский титул KOTC Canada в лёгком весе против Кайана Джонсона, которого победил техническим нокаутом. Затем встретился в поединке с чемпионом King of the Cage в лёгком весе Клэйем Френчем. Макдональд нокаутировал его во втором раунде. Перейдя в полусредний вес он одержал победу в первом раунде над Элмером Уотерхеном поймав того на рычаг локтя.

### Ultimate Fighting Championship
Завоевав девять побед в профессиональной карьере, Макдональд подписал контракт с Ultimate Fighting Championship
Дебют канадца в UFC состоялся 11 января 2010 года на UFC Fight Night: Maynard vs. Diaz. Его первым соперником стал Майк Гаймон, как и Макдональд, являвшийся бывшим чемпионом King of the Cage.
В конце третьей минуты первого раунда, Макдональд захватил ногу Гаймона и задней подножкой перевёл бой в партер. Установив доминирующую позицию, канадец провёл рычаг локтя.
Второй бой на UFC 115 закончился для Макдональда поражением. Соперником канадца стал Карлос Кондит. 
Макдональд доминировал в первом и втором раундах, проведя несколько впечатляющих бросков и комбинаций. Третий же раунд полностью превалировал Кондит, переведя соперника в партер, он уверенно наносил удары руками. За семь секунд до конца боя рефери остановил поединок. После поражения Кондиту канадец переехал в Монреаль и присоединился к команде Tristar Gym, являвшейся местом тренировок бывшего чемпиона UFC в полусреднем весе Жоржа Сен-Пьера.
30 апреля 2011 года в Торонто состоялась встреча с Нейтом Диасом. Во всех трёх раундах канадец смотрелся лучше своего оппонента. А в третьем раунде он показал полное превосходство над противником, выполнив три мощных броска прогибом. Бой закончился единогласным решением в пользу Макдональда.
На UFC 133 молодой канадец одержал уверенную победу нокаутом над Майком Питтом. В середине первого раунда он перевёл Питта в партер, и к концу четвёртой минуты стал избивать своего оппонента локтями и кулаками, пока рефери не остановил бой.
Соперником Макдональда на следующий поединок был заявлен британский боец Че Миллс. В первом раунде Миллс поражал Макдональда ударами в стойке. Но канадец переломил ситуацию, в начале второй минуты переведя бой вниз. Оставшаяся часть раунда прошла в партере, где Макдональд наносил по Миллсу удары в «граунд-энд-паунде» и пытался заключить руками в «треугольник». В начале второго раунда Макдональд снова перевёл бой в партер захватом ноги противника. Оказавшись в бэк маунте, канадец выиграл бой техническим нокаутом, нанеся по Миллсу сокрушительные удары руками.
8 декабря 2012 года Макдональд победил единогласным решением легендарного экс-чемпиона UFC в двух весовых категориях Би Джей Пенна.
В рамках турнира UFC 158 Рори Макдональд должен был провести реванш с Карлосом Кондитом. Но по причине травмы шеи, полученной на тренировке, Макдональда заменил Джони Хендрикс.
В следующем бою, прошедшем 27 июля 2013 года, Макдональд одержал победу единогласным решением судей над Джейком Элленбергером. Президент UFC Дэйна Уайт раскритиковал бой, посчитав его «скучным».
16 ноября 2013 года на UFC 167 Рори Макдональд потерпел второе поражение в карьере. Противником канадца в тот вечер стал Робби Лоулер, который, после возвращения в UFC, добыл две победы нокаутом. Весь первый раунд прошёл в стойке, где Лоулер смотрелся увереннее, нанося по Макдональду точные и быстрые удары ногами и руками. Второй раунд остался за Макдональдом, который в конце третьей минуты перевёл бой в партер и нанёс несколько ударов. В третьей пятиминутке Лоулер был убедительнее, контролируя борьбу в партере и стойке, даже отправив Макдональда в нокдаун. Однако Макдональд забрал концовку за собой, переведя Лоулера в партер и добивая локтями и кулаками. Судьи отдали победу Лоулеру раздельным решением.
На UFC 170 Макдональда стал бразильский боец Демиан Майя. Канадец победил единогласным решением судей. А в Ванкувере на UFC 174 Макдональд победил единогласным решением в поединке против Тайрона Вудли.
В главном бою вечера на UFC Fight Night: Макдональд vs. Саффедин Макдональд встретился с бывшим чемпионом Strikeforce в полусреднем весе Тареком Саффедином. Макдональд одержал победу над Саффедином техническим нокаутом в третьем раунде, нанеся ему левый апперкот, а затем добив в партере. Для бельгийца это стало первым в профессиональной карьере поражением нокаутом.
В преддверии поединка за чемпионский титул Макдональд изменил своё прозвище, с которым он выходил на бои, c «Ares» (рус. Арес) на «Red King» (рус. Красный король). Это прозвище ему дал товарищ по команде Кайан Джонсон. Согласно Джонсону, имя Рори переводится с гэльского как «красный король».
25 апреля 2015 года на UFC 186 должен был состояться бой с Эктором Ломбардом. Однако Ломбард был дисквалифицирован на год по результатам допинг-теста.
После отменённого боя с Ломбардом стало известно, что следующим соперником Макдональда на UFC 189 станет его старый обидчик Робби Лоулер, завоевавший титул чемпиона в полусреднем весе. Бойцы вели поединок с переменным успехом до последней минуты третьего раунда, пока Макдональд не потряс Лоулера ударом ногой в голову и принялся добивать последнего у стенок широким арсеналом приёмов. Четвёртый раунд начался с того, что Макдональд принялся развивать успех, полученный в конце предыдущей пятиминутки. Однако чемпион с середины раунда начал прибирать инициативу к рукам, попадая точными ударами по лицу Макдональда. По итогам четырёх раундов Макдональд лидировал со счётом 39-37 по протоколам всех судей. Но поединок закончился на первой минуте пятого раунда, когда Лоулер нанёс два удара по сломанному носу, заставившие Макдональда завалиться на настил.
Следующим соперником Макдональда стал Стивен Томпсон, они встретились UFC Fight Night: Макдональд vs. Томпсон. Макдональд проиграл бой единогласным решением судей.

### Bellator MMA
26 августа 2016 года Макдональд подписал контракт с Bellator MMA. Макдональд появился на турнире Bellator 160 и объявил о своем намерении завоевать титул чемпиона в полусреднем и среднем весе.
В январе 2018 года единогласным решением судей победил действующего чемпиона бразильца Дугласа Лиму и забрал чемпионский пояс полусредней весовой категории себе.
В сентябре 2018 года поднялся в средний вес чтобы побороться за титул чемпиона с Гегардом Мусаси. В итоге проиграл техническим нокаутом во втором раунде. В апреле 2019 в четвертьфинале гран-при полусредневесов встречался с Джоном Фитчем. В этом бою на кону был не только выход в полуфинал гран-при, но и титул чемпионата в полусреднем весе. В итоге после 5 раундов большинством судейских голосов была зафиксирована ничья. В полуфинал проходит Рори, так как ничья идет в пользу чемпиона при защите титула.
14 июня 2019 года на турнире Bellator 222 в полуфинале гран-при, Рори Макдональд встретился с Нейманом Грейси, и одержал победу единогласным решением судей.
В финале Гран-при Bellator в полусреднем весе Макдональд встретился с Дугласом Лимой в матче-реванше на Bellator 232 26 октября 2019 года.
Он проиграл бой единогласным решением судей.

### PFL
PFL: сезон 2021
18 декабря 2019 года было объявлено, что Макдональд подписал контракт с PFL.
После перерыва, в основном из-за того, что PFL не проводила мероприятия в 2020 году из-за пандемии COVID-19, Макдональд должен был дебютировать в промоушене 29 апреля 2021 года против Дэвида Мишо в начале сезона 2021 года в полусреднем весе.
8 апреля Дэвид объявил, что выбыл из сезона PFL из-за болезни сердца.
Его заменил ветеран Bellator и UFC Кертис Миллендер.
Макдональд выиграл бой в первом раунде удушающим приемом сзади. 
Макдональд встретился с Глейсоном Тибау на PFL 5 17 июня 2021 года.
Он проиграл бой раздельным решением судей.
Макдональд встретился с Рэем Купером III в полуфинале турнира в полусреднем весе 13 августа 2021 года на PFL 7.
Он проиграл бой единогласным решением судей. 
PFL: сезон 2022
Макдональд встретился с Бреттом Купером 6 мая 2022 года на PFL 3. Макдональд выиграл бой в первом раунде удушающим приемом сзади. 
Макдональд встретился с Садибу Си 1 июля 2022 года на PFL 6.
Макдональд проиграл бой единогласным решением судей. 
Макдональд должен был сразиться с Магомедом Умалатовым в полуфинале турнира в полусреднем весе 13 августа 2022 года на PFL 8. Однако после того, как Умалатов выбыл из-за проблем с визой, его заменил Дилано Тейлор.
Макдональд проиграл бой техническим нокаутом в первом раунде.
После очередного поражения, Макдональд завершил карьеру бойца.
«Пришло время навсегда повесить перчатки», - сообщил канадец. «Я начал заниматься этим видом спорта, когда мне было 14 лет, и я до сих пор помню свой первый день, когда я понял, что хочу заниматься этим всю свою жизнь. Страсть к боевым искусствам дала мне надежду и путь к лучшей жизни. Это изменило направление моей жизни и спасло меня. Я хочу поблагодарить своих фанатов, которые так поддерживали меня. Я никогда не занимался этим спортом из-за славы или признания, и мне было трудно приспособиться к такому вниманию, но я искренне благодарен вам всем за вашу доброту. Спасибо UFC, Bellator и PFL за возможность драться на мировой арене. Спасибо друзьям и семье, которые верили в меня и помогли воплотить мою мечту в жизнь. Отдельно хотелось бы поблагодарить моих тренеров, спарринг-партнеров и менеджеров»

## Титулы и достижения
- Bellator MMA
  - Бывший чемпион Bellator в полусреднем весе (один раз)
  - 2 успешные защиты титула против  Джона Фитча и Неймана Грейси.
  - Победитель гран-при Bellator в полусреднем весе.
- Ultimate Fighting Championship
  - Обладатель премии «Лучший бой вечера» (три раза) против Карлоса Кондита, Демиана Майи, Робби Лоулера на UFC 189
  - Обладатель премии «Выступление вечера» (один раз) против Тарека Саффедина
  - Бой против Робби Лоулера отмечен в Зале славы UFC
- King of the Cage
  - Чемпион KOTC в лёгком весе (один раз)
  - Бывший чемпион KOTC Canada в лёгком весе (один раз)
- Top MMA News
  - Лучший канадский боец года (2012)[19]
- MMAJunkie
  - Лучший бой месяца (февраль 2014) против Демиана Майи[20]
  - Лучший бой месяца (июль 2015) против Робби Лоулера на UFC 189[21]
- Bleacher Report
  - Лучший бой года (2015) против Робби Лоулера на UFC 189[22]

## Статистика в профессиональном MMA
| Боёв 34  | Побед 23 | Поражений 10 |
| -------- | -------- | ------------ |
| Нокаутом | 7        | 4            |
| Сдачей   | 9        | 0            |
| Решением | 7        | 6            |
| Ничьи    | 1        | 1            |

| Результат | Рекорд  | Соперник          | Способ                                        | Турнир                                    | Дата             | Раунд | Время      | Место                          | Примечание                                                                                               |
| --------- | ------- | ----------------- | --------------------------------------------- | ----------------------------------------- | ---------------- | ----- | ---------- | ------------------------------ | --- |
| Поражение | 23-10-1 | Дилано Тейлор     | TKO (удары)                                   | PFL 8: сезон 2022                         | 13 августа 2022  | 1     | 3:59       | Кардифф, Уэльс                 | Полуфинал PFL 2022 года в полусреднем весе.                                                              |
| Поражение | 23-9-1  | Садибу Си         | Единогласное решение                          | PFL 6: сезон 2022                         | 1 июля 2022      | 3     | 5:00       | Атланта, Джорджия, США         | |
| Победа    | 23-8-1  | Бретт Купер       | Сабмишном (удушение сзади)                    | PFL 3: сезон 2022                         | 6 мая 2022       | 1     | 2:23       | Арлингтон, Техас, США          | |
| Поражение | 22-8-1  | Рэй Купер III     | Единогласное решение                          | PFL 7: сезон 2021                         | 13 августа 2021  | 3     | 5:00       | Холливуд, Флорида, США         | Полуфинал PFL 2021 в полусреднем весе.                                                                   |
| Поражение | 22-7-1  | Глейсон Тибау     | Единогласное решение                          | PFL 5: сезон 2021                         | 18 июня 2021     | 3     | 5:00       | Нью-Джерси, Атлантик-Сити, США | |
| Победа    | 22-6-1  | Кертис Миллендер  | Сабмишном (удушение сзади)                    | PFL 2: сезон 2021                         | 29 апреля 2021   | 1     | 3:38       | Нью-Джерси, США                | Дебют в PFL.                                                                                             |
| Поражение | 21-6-1  | Дуглас Лима       | Единогласное решение                          | Bellator 232                              | 26 октября 2019  | 5     | 5:00       | Анкасвилл, США                 | Финал гран-при Bellator в полусреднем весе. Лишился титула чемпиона Bellator.                            |
| Победа    | 21-5-1  | Нейман Грейси     | Единогласное решение                          | Bellator 222                              | 14 июня 2019     | 5     | 5:00       | Нью-Йорк, США                  | Полуфинал гран-при Bellator в полусреднем весе. Защитил титул чемпиона Bellator в полусреднем весе.      |
| Ничья     | 20-5-1  | Джон Фитч         | Ничья (большинством судейских голосов)        | Bellator 220                              | 27 апреля 2019   | 5     | 5:00       | Саг-Хосе, США                  | Четвертьфинал гран-при Bellator в полусреднем весе. Сохранил титул чемпиона Bellator в полусреднем весе. |
| Поражение | 20-5    | Гегард Мусаси     | Технический нокаут (удары руками и локтями)   | Bellator 206                              | 29 сентября 2018 | 2     | 3:23       | Саг-Хосе, США                  | Дебют в среднем весе. Бой за титул чемпиона Bellator в среднем весе.                                     |
| Победа    | 20-4    | Дуглас Лима       | Единогласное решение                          | Bellator 192                              | 20 января 2018   | 5     | 5:00       | Инглвуд, США                   | Завоевал титул чемпиона Bellator в полусреднем весе.                                                     |
| Победа    | 19-4    | Пол Дейли         | Удушающий приём (сзади)                       | Bellator 179                              | 19 мая 2017      | 2     | 1:46       | Лондон, Великобритания         | Дебют в Bellator.                                                                                        |
| Поражение | 18-4    | Стивен Томпсон    | Единогласное решение                          | UFC Fight Night: MacDonald vs. Thompson   | 18 июня 2016     | 5     | 5 :00      | Оттава, Канада                 | |
| Поражение | 18-3    | Робби Лоулер      | Технический нокаут (удары)                    | UFC 189                                   | 11 июля 2015     | 5     | 1:00       | Лас-Вегас, США                 | Бой за титул чемпиона UFC в полусреднем весе. «Лучший бой вечера».                                       |
| Победа    | 18-2    | Тарек Саффедин    | Технический нокаут (удары)                    | UFC Fight Night: MacDonald vs. Saffiedine | 4 октября 2014   | 3     | 1:28       | Галифакс, Канада               | «Выступление вечера».                                                                                    |
| Победа    | 17-2    | Тайрон Вудли      | Единогласное решение                          | UFC 174                                   | 14 июня 2014     | 3     | 5:00       | Ванкувер, Канада               | |
| Победа    | 16-2    | Демиан Майя       | Единогласное решение                          | UFC 170                                   | 22 февраля 2014  | 3     | 5:00       | Лас-Вегас, США                 | «Лучший бой вечера».                                                                                     |
| Поражение | 15-2    | Робби Лоулер      | Раздельное решение                            | UFC 167                                   | 16 ноября 2013   | 3     | 5:00       | Лас-Вегас, США                 | |
| Победа    | 15-1    | Джейк Элленбергер | Единогласное решение                          | UFC on Fox: Johnson vs. Moraga            | 27 июля 2013     | 3     | 5:00       | Сиэтл, США                     | |
| Победа    | 14-1    | Би Джей Пенн      | Единогласное решение                          | UFC on Fox: Henderson vs. Diaz            | 8 декабря 2012   | 3     | 5:00       | Сиэтл, США                     | |
| Победа    | 13-1    | Че Миллс          | Технический нокаут (удары)                    | UFC 145                                   | 21 апреля 2012   | 2     | 2:20       | Атланта, США                   | |
| Победа    | 12-1    | Майк Пайл         | Технический нокаут (удары)                    | UFC 133                                   | 6 августа 2011   | 1     | 3:54       | Филадельфия, США               | |
| Победа    | 11-1    | Нейт Диас         | Единогласное решение                          | UFC 129                                   | 30 апреля 2011   | 3     | 5:00       | Торонто, Канада                | |
| Поражение | 10-1    | Карлос Кондит     | Технический нокаут (удары)                    | UFC 115                                   | 12 июня 2010     | 3     | 4:53       | Ванкувер, Канада               | «Лучший бой вечера».                                                                                     |
| Победа    | 10-0    | Майк Гаймон       | Болевой приём (рычаг локтя)                   | UFC Fight Night: Maynard vs. Diaz         | 11 января 2010   | 1     | 4:27       | Фэрфакс, США                   | Дебют в UFC.                                                                                             |
| Победа    | 9-0     | Ник Хинчлифф      | Нокаут (удары)                                | KOTC Canada: Disturbed                    | 26 сентября 2009 | 2     | 2:08       | Эдмонтон, Канада               | |
| Победа    | 8-0     | Элмер Уотерхен    | Болевой приём (рычаг локтя)                   | KOTC Canada: Island Pride                 | 8 мая 2009       | 1     | 1:27       | Нанаймо, Канада                | Дебют в полусреднем весе.                                                                                |
| Победа    | 7-0     | Клэй Френч        | Нокаут (удары)                                | KOTC Canada: Grinder                      | 28 ноября 2008   | 2     | 4:26       | Калгари, Канада                | Завоевал титул чемпиона KOTC в лёгком весе.                                                              |
| Победа    | 6-0     | Кайан Джонсон     | Технический нокаут (удары локтями и кулаками) | KOTC Canada: Avalanche                    | 15 декабря 2007  | 3     | 1:48       | Монктон, Канада                | Завоевал титул чемпиона KOTC Canada в лёгком весе.                                                       |
| Победа    | 5-0     | Юн Хо             | Технический нокаут (удары коленями)           | KOTC Canada: Icebreaker                   | 3 ноября 2006    | 2     | 0:19       | Принс-Джордж, Канада           | |
| Победа    | 4-0     | Квинтон Морено    | Удушающий приём (треугольник)                 | KOTC Canada: Insurrection                 | 6 октября 2006   | 1     | нет данных | Вернон, Канада                 | |
| Победа    | 3-0     | Джордан Мейн      | Удушающий приём (сзади)                       | Rumble in the Cage 17                     | 17 июня 2006     | 1     | 4:04       | Летбридж, Канада               | |
| Победа    | 2-0     | Кен Тран          | Удушающий приём (сзади)                       | KOTC Canada: Anarchy                      | 11 февраля 2006  | 1     | 2:33       | Принс-Джордж, Канада           | |
| Победа    | 1-0     | Терри Тиара       | Удушающий приём (сзади)                       | Extreme Fighting Challenge 4              | 15 октября 2005  | 1     | 2:11       | Принс-Джордж, Канада           | |